# عبدون محمد إسماعيل
عبدون محمد إسماعيل (بالإنجليزية: ABDOUN   Mohamed Ismaïl) ولد في بشار بالجزائر عام 1945 مؤلف وكاتب وأستاذ بجامعة هواري بومدين للعلوم والتقنية.

## مؤلفاته
- كتاب قراءة كاتب ياسين بالفرنسية (نشر عام 2006)[2]
- كتاب قراءة ميشو بالفرنسية (نشر عام 2003)[3]